# تحدي المليون دولار للظواهر الخارقة
تحدي المليون دولار للظواهر الخارقة هو عرض تعهدت من خلاله مؤسسة جيمس راندي التعليمية بدفع مليون دولار أمريكي لكل من لديه القدرة على إثبات وجود ما وراء الطبيعة أو ظواهر خارقة وفق معايير اختبار علمية متفق عليها. تقدم للعرض أكثر من 1000 شخص، بيد أنه لم ينجح أي منهم حتى الآن.

## تاريخ

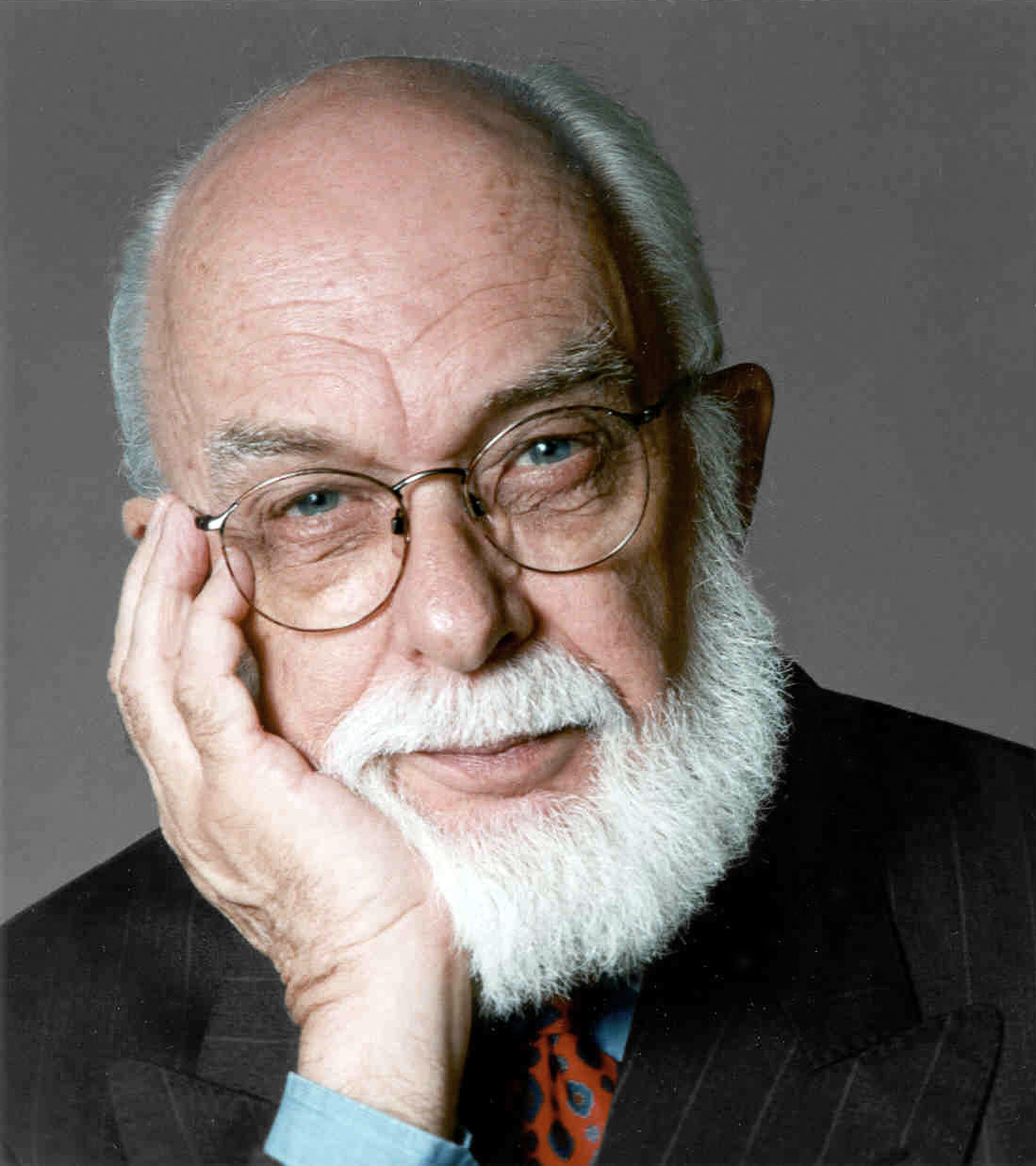
جيمس راندي، المؤسس.

قام جيمس راندي بتطوير فكرة التحدي أثناء حوار إذاعي دار بينه وبين أحد علماء ما وراء النفس حين طلب الأخير منه أن يراهن بالمال لتدعيم معتقداته. في 1964، بدأ راندي بعرض 1000 دولار أمريكي، ثم 10 آلاف. بعدها دعمته إذاعة ليكسنتون برفع العرض إلى 100 ألف دولار وسميت جائزة النفسانيين. في النهاية وفي عام 1996 سانده صديقه القديم ريك آدمز، متبرعاً بجائزة مليون دولار.
في أول أبريل 2007، فرضت قيود على المتقدمين بحيث يكون المقبولين من المتحديين فقط من عرف عنهم في الأوساط ويحملون سجلاً أكاديمياً وذلك لتجنب إضاعة الجهد والمال في غير مكانها لا سيما مع أولئك الذين يبدو عليهم نوع من الاضطرابات النفسية وبالتالي يمكن أن تستغل في تحدي المشهورين أمثال سيلفيا برون وجون إدوارد.
في 4 يناير 2008 كان قد أعلن عن توقف الجائزة في 6 مارس 2010 لكي يتم الإفادة من المال في استعمالات أخرى لأسباب منها عدم رغبة زاعمي الخوارق في خوض التحدي. ثم تم التراجع عن الأمر.
بمناسة يوم كذبة أبريل وفي 1 أبريل 2008 تظاهر راندي بمنح الجائزة للساحر سيث رافيل بعد المشاركة في اختبار «قدرات الإدراك» لرافيل .
في 8 مارس 2011 أعادت المؤسسة النظر في مؤهلات التحدي لتسمح بعدد أكبر من المتقدمين.
منذ بدء التحدي عام 1964 من قبل راندي تقدم قرابة ألف فرد وكلهم فشلوا.

## القواعد والأحكام

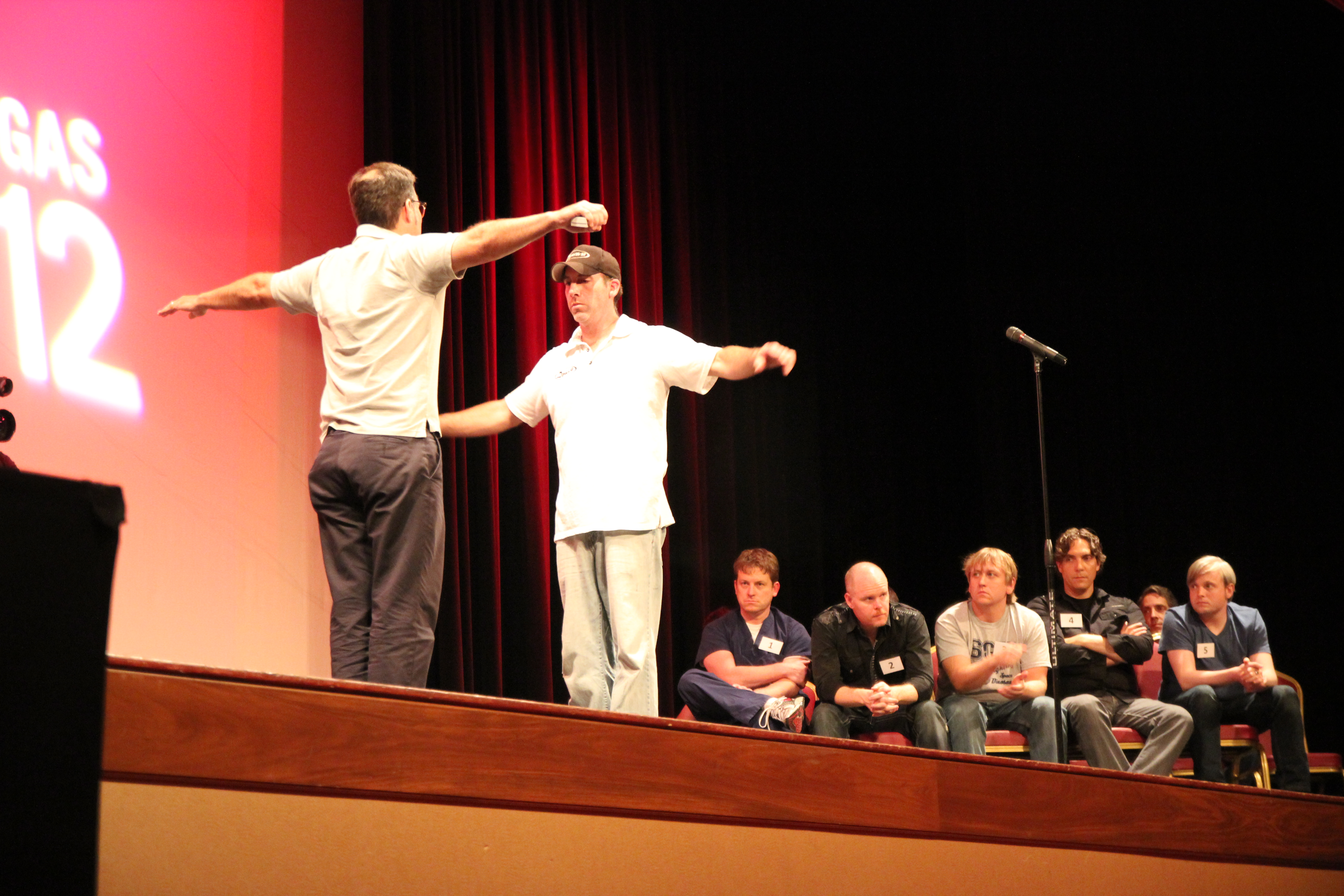
متقدم TAM 2012 زعم أن منتج من حلقات المعصم يمكنه أن يحسن من الاتزان.

تنص قواعد التحدي الرسمية على ضرورة قبول المشتركين، خطياً، بالشروط والمعايير المطبقة على تجاربهم. الادعاءات التي لا يمكن فحصها تجريبياً غير مقبولة في التحدي. يحق للمشتركين الترويج بكافة إجراءات الفحص خلال مرحلة التفاوض الأولي من التحدي. المتقدمين لأي نوع من التحدي الذي قد يتسبب بجروح بالغة غير مقبولين.